# 100050 Carloshernandez
Carloshernandez (asteroide 100050) é um asteroide da cintura principal, a 2,0453327 UA. Possui uma excentricidade de 0,2140594 e um período orbital de 1 533,38 dias (4,2 anos).
Carloshernandez tem uma velocidade orbital média de 18,46314305 km/s e uma inclinação de 1,67811º.
Este asteroide foi descoberto em 6 de Outubro de 1991 por Andrew Lowe.